# Копецкий, Вацлав
Вацлав Копецкий (чеш. Václav Kopecký; 27 августа 1897, Космоноси — 5 августа 1961, Прага) — чехословацкий коммунистический политик и государственный деятель, главный идеолог и руководитель пропагандистского аппарата КПЧ, сподвижник Клемента Готвальда. В 1946—1953 — министр информации Чехословакии, в 1953—1954 — вице-премьер и министр культуры. Представлял ортодоксально-сталинистское крыло КПЧ. Курировал идеолого-пропагандистское обеспечение политических репрессий.

## Происхождение
Родился в семье мелкого коммерсанта и функционера Сокольского движения. Учился на юридическом факультете Карлова университета, однако не окончил курс. В 1919 участвовал в создании марксистской молодёжной организации.

## Приближённый Готвальда
В 1921 Вацлав Копецкий вступил в Коммунистическую партию Чехословакии (КПЧ). Первоначально специализировался как журналист, работал в партийных изданиях. С 1928 стал редактором Руде право, с 1929 — членом ЦК КПЧ. С 1931 — член высшего партийного органа — Президиума ЦК. В 1929—1935 и 1935—1938 являлся депутатом чехословацкого парламента от КПЧ.
В партии Вацлав Копецкий позиционировался как убеждённый и ортодоксальный сталинист, последовательно занимал сторону Клемента Готвальда. Активно содействовал избранию Готвальда генеральным секретарём ЦК КПЧ в июне 1929 года.

Он был незаменим для Готвальда, всегда готов к любой грязной работе. Клементу достаточно было мигнуть — и дело уже сделано.

Вацлав Копецкий выступал за безоговорочную ориентацию КПЧ на СССР, ВКП(б) и Сталина, представлял КПЧ в Коминтерне. Информировал руководство ВКП(б) о положении в Чехословакии.
В 1938, перед нацистской оккупацией Чехословакии, Вацлав Копецкий эмигрировал в СССР. До конца Второй мировой войны проживал в Москве вместе с Готвальдом. Участвовал в московских переговорах руководства КПЧ с Эдуардом Бенешем о будущем коалиционном правительстве.

## Министр
Ещё до окончания войны, 5 апреля 1945, Вацлав Копецкий занял пост министра информации в правительстве Зденека Фирлингера. Сохранил этот пост с 1946 в правительстве Клемента Готвальда. Одновременно возглавлял идеологический и пропагандистский аппарат КПЧ. Активно участвовал в февральском перевороте 1948, в результате которого в Чехословакии установилась монопольная власть компартии.
Под руководством Копецкого государственная информационная политика была поставлена на службу идеологии и политическим целям КПЧ. Возглавляемый Копецким пропагандистский аппарат в тесном взаимодействии с органами МНБ проводил мощные политические кампании, насаждал культ Сталина и Готвальда. Его усилиями в обществе создавалась атмосфера накалённой ненависти к реальным, потенциальным и мнимым противникам КПЧ и СССР. Партийные и правительственные СМИ прославляли политические репрессии, призывали к смертной казни обвиняемых по делу Сланского, «делу региональных секретарей» и другим политическим процессам.
Важную роль играли выступления самого Копецкого, отличавшиеся жестоким цинизмом и «чёрным юмором». Политическое влияние идеолога КПЧ и министра информации было столь велико, что он рассматривался как «правая рука» президента Готвальда до самой его смерти.
31 января 1953 Вацлав Копецкий был назначен министром культуры в правительстве Антонина Запотоцкого. 14 сентября 1953 занял пост министра культуры в правительстве Вильяма Широкого.
В качестве министра культуры Копецкий проводил политику жёсткого партийного контроля, соблюдения идеологических догматов и норм соцреализма. В то же время он старался привлечь интеллектуалов и писателей, старался завоевать их доверие, при личных встречах позволял себе высказывания в «либеральном» духе. Ему удалось установить тесные связи с известными деятелями культуры и спорта. В значительной степени Копецкий определял их карьерные перспективы.
Одним из направлений культурной политики Копецкого являлось возвеличивание Юлиуса Фучика (с которым был знаком лично), позволявшее соединить образы КПЧ и антинацистского сопротивления.
Вацлав Копецкий оставил правительственные посты 12 декабря 1954. Однако он оставался членом Президиума ЦК КПЧ, сохранял сильное партийное влияние. Копецкий придерживался жёсткой сталинистской линии, стараясь в новых условиях удерживать партию на позициях готвальдовского периода.
В 1951 Вацлав Копецкий издал ряд сочинений политико-пропагандистского характера. Программные тексты Тридцать лет КПЧ и ЧССР и КПЧ являлись установочными для партийного идеологического аппарата. В 1955 Копецкий был награждён орденом Клемента Готвальда.

## Смерть и память
Скончался Вацлав Копецкий незадолго до своего 64-летия. Похороны Копецкого имели государственный статус. Его именем была названа площадь в Праге, переименованная во время Пражской весны (ныне — Строссмайерова площадь).

## Семья и личность
Вацлав Копецкий был женат на Гермине Копецкой (урождённая Елинкова). В браке супруги имели сына. Иван Копецкий-младший получил юридическое образование в СССР, служил в чехословацком посольстве в Москве.
Ян Копецкий, племянник Вацлава Копецкого, был мужем Лиды Бааровой, любовницы Йозефа Геббельса. По просьбе племянника министр Копецкий содействовал освобождению Бааровой из тюрьмы.
В личностных свойствах Вацлава Копецкого исследователи особо отмечают властолюбие, хитроумие, эгоизм, жестокость и мстительность.

Всю свою жизнь Копецкий стремился к личной власти. Он был не из тех, кто становились коммунистами из идеалистичного желания помочь бедным.

Жестокой политической драмой стала история отношений Вацлава Копецкого и Марии Швермовой. Они были знакомы с ранней молодости. Мария Швермова (урождённая Швабова) как раз принадлежала к коммунистическим идеалистам и этим сильно отличалась от Копецкого.
После гибели мужа Марии Яна Швермы Копецкий признался ей в любви и сделал предложение (будучи на тот момент женатым). Швермова (имевшая связь с Отто Шлингом) отказала и тем самым навлекла на себя ненависть и месть. В 1951 она была арестована в ходе партийной чистки. Именно Копецкий выступал с самыми яростными обличениями, называл Швермову главарём заговора, официально высказывался о ней на грани ненормативной лексики, распространялся о её «грязном романе со Шлингом», требовал самого жестокого наказания. Мотив личной мести за отвергнутое чувство Копецкий при этом практически не скрывал.
Мария Швермова была приговорена к пожизненному заключению. В 1956 освобождена и реабилитирована. Пережила Копецкого на тридцать лет.

## Сочинения
- Воспоминания. Из истории Чехословацкой Республики и борьбы Коммунистической партии Чехословакии за победу социализма. — М.: Издательство иностранной литературы, 1962. — 639 с.